# Janet Monach Patey
Janet Monach Patey née Janet Monach Whytock (1er mai 1842 - 28 février 1894) est une cantatrice, contralto, anglaise de concert et d'oratorio.

## Jeunesse
Elle est née Janet Monach Whytock à Londres en 1842, d'un père écossais. Elle avait une belle voix d'alto, qui s'est développée en contralto. Elle a étudié le chant avec John Wass. Sa première apparition, encore enfant, a eu lieu à Birmingham, lors d'un concert sous les auspices de James Stimpson (en). Elle a chanté sous le nom d'Ellen Andrews, et avec beaucoup de succès, mais a été tellement envahie par la nervosité qu'elle a complètement perdu la voix pendant les six mois suivants.

## Carrière
Elle a débuté dans la chorale de Henry Leslie à Londres. Elle a poursuivi son éducation musicale avec Ciro Pinsuti et Emma Lucombe (Mme Sims Reeves). Son premier engagement a eu lieu en 1865, dans les provinces. Elle a fait sa première tournée de concerts, voyageant à travers les provinces avec Helen Lemmens-Sherrington et autres. À partir de 1866, année où elle a chanté au Worcester Festival, et a épousé le basse John George Patey, chanteur d'opéra et d'oratorio de grande réputation, elle a été reconnue comme l'une des principales contraltos. Elle a chanté à Birmingham en 1867 et à Norwich en 1869.
Quand Charlotte Sainton-Dolby s'est retirée de la profession, en 1870, elle a pris sa suite comme premier contralto dans tous les festivals et aux concerts de la Sacred Harmonic Society (en) de Londres, sous la direction de sir Michele Costa. Parmi les compositeurs de musique, M. Gounod, sir Julius Benedict, Macfarren et Sullivan ont écrit pour sa voix de contralto profond. Patey fut sans rivale que ce soit dans le genre de l'oratorio ou des ballades.
Elle a fait des tournées en Amérique, en 1871. Elle a chanté à Paris en 1875, lors des séances de la Société de l’Harmonie sacrée, pour lesquelles Charles Lamoureux l'avait engagée, pour participer à quatre représentations à grande échelle du Messie de Haendel.
En 1890, Patey a fait une tournée longue et triomphale en Australie, en Nouvelle-Zélande, en Chine, au Japon et dans d'autres pays.

## Fin de vie
Fin 1893, résolue depuis quelque temps à prendre sa retraite, elle avait entrepris une grande tournée d'adieu dans les provinces, où sa renommée n'était pas moins grande qu'à Londres. Arrivée lundi 26 février 1894 à Sheffield, elle y donnait le mardi soir un concert triomphal. Pour témoigner à ses admirateurs, qui ne cessaient de la rappeler, la satisfaction qu'elle éprouvait de leurs applaudissements, elle fit signe qu'elle chanterait encore un morceau, bien qu'elle leur eût accordé déjà de nombreux suppléments, le silence se rétablit; elle commença fort excitée, et arrivée à ces mots : « Je la vois gisante là, comme un cadavre », elle tomba évanouie ; elle ne proféra plus, dès lors, une seule syllabe et rendit l'âme mercredi matin, 28 février 1894.
Elle est enterrée dans le Cimetière de Brompton, à Londres. Sa fille Ethel Patey, sous son nom de mariage, Ethel Jackson, a donné un portrait de sa mère à la Tate Gallery.

## Source
- (en) Patey, Janet Monach, vol. 20, coll. « Encyclopædia Britannica », 1911 (lire en ligne).